# 比洛濟爾卡 (利京區)
49°19′33″N 28°2′17″E / 49.32583°N 28.03806°E
比洛濟爾卡（烏克蘭語：Білозірка），是烏克蘭的村落，位於該國西南部文尼察州，由文尼察區負責管轄，始建於1923年，面積0.03平方公里，海拔高度292米，2001年人口98，人口密度每平方公里3,161.29人。